# Lola Dueñas
María Dolores Dueñas Navarro, ismertebb nevén Lola Dueñas (Madrid, 1971. október 6. –) kétszeres Goya-díjas spanyol színésznő.
Legjobb női főszereplőként nyert Goya-díjakat A belső tenger (2004) és az Élek és szeretek (2009) című filmjeivel. A 2006-os cannes-i fesztiválon a legjobb női alakítás díját vehette át, a Volver című filmdráma többi női szereplőjével közösen.

## Filmográfia

### Film
| Év   | Magyar cím                     | Eredeti cím                      | Szerep                  | Magyar hang       |
| ---- | ------------------------------ | -------------------------------- | ----------------------- | ----------------- |
| 1998 |                                | Mensaka, páginas de una historia | Cristina                |                   |
| 1999 |                                | Marta y alrededores              | Elisa                   |                   |
| 2000 |                                | Las razones de mis amigos        | Ainhoa                  |                   |
| 2000 |                                | Terca vida                       | Esther                  |                   |
| 2001 |                                | Todo me pasa a mí                | Txell                   |                   |
| 2002 | Sorsfordítók                   | Piedras                          | Daniela                 |                   |
| 2002 | Beszélj hozzá                  | Hable con ella                   | Matilde                 | Keönch Anna       |
| 2003 | Focibolondok                   | Días de fútbol                   | Macarena                |                   |
| 2004 | A belső tenger                 | Mar adentro                      | Rosa                    | Soltész Bözse     |
| 2005 |                                | 20 centímetros                   | Rebeca                  |                   |
| 2006 | Volver                         | Volver                           | Sole                    | Kerekes Andrea    |
| 2006 |                                | Lo que sé de Lola                | Lola                    |                   |
| 2008 | Melegkonyha                    | Fuera de carta                   | Alex                    | Farkasinszky Edit |
| 2009 | Megtört ölelések               | Los abrazos rotos                | szájról olvasó          |                   |
| 2009 | Élek és szeretek               | Yo, también                      | Laura                   |                   |
| 2010 |                                | Sin ella                         | Carmen                  |                   |
| 2010 | Angele és Tony                 | Angèle et Tony                   | Anabel                  |                   |
| 2010 | Szerelem a hatodikon           | Les femmes du 6e étage           | Philippe Le Guay        | Farkasinszky Edit |
| 2013 | Szeretők, utazók               | Los amantes pasajeros            | Bruna                   | Kiss Eszter       |
| 2013 |                                | 10.000 noches en ninguna parte   | a barát                 |                   |
| 2013 |                                | Suzanne                          | Irène                   |                   |
| 2014 |                                | Alleluia                         | Gloria                  |                   |
| 2015 |                                | Les Ogres                        | Lola                    |                   |
| 2015 |                                | Incidencias                      | Nuria                   |                   |
| 2017 | Nem tudok búcsút venni         | No sé decir adiós                | Blanca                  |                   |
| 2017 |                                | Zama                             | Lucía Piñares de Luenga |                   |
| 2018 | Utazás egy édesanya szobájába  | Viaje al cuarto de una madre     | Estrella                |                   |
| 2023 | Madarak a dobozban − Barcelona | Bird Box Barcelona               | Isabel                  | Kocsis Judit      |
| 2023 |                                | Sobre todo de noche              | Vera                    |                   |

### Televízió
| Év        | Cím                                 | Szerep            | Megjegyzések |
| --------- | ----------------------------------- | ----------------- | ------------ |
| 1998      | Periodistas                         | Carmen            | 1 epizód     |
| 2000–2002 | Policías, en el corazón de la calle | Dr. Susana Ramos  | 66 epizód    |
| 2012      | Aída                                | Marisa            | 3 epizód     |
| 2019      | Instinto                            | Laura Mur Seco    | 8 epizód     |
| 2020      | Veneno                              | Faela             | 3 epizód     |
| 2023      | La Mesías                           | Montserrat Adulta | 4 epizód     |

## Fontosabb díjak és jelölések

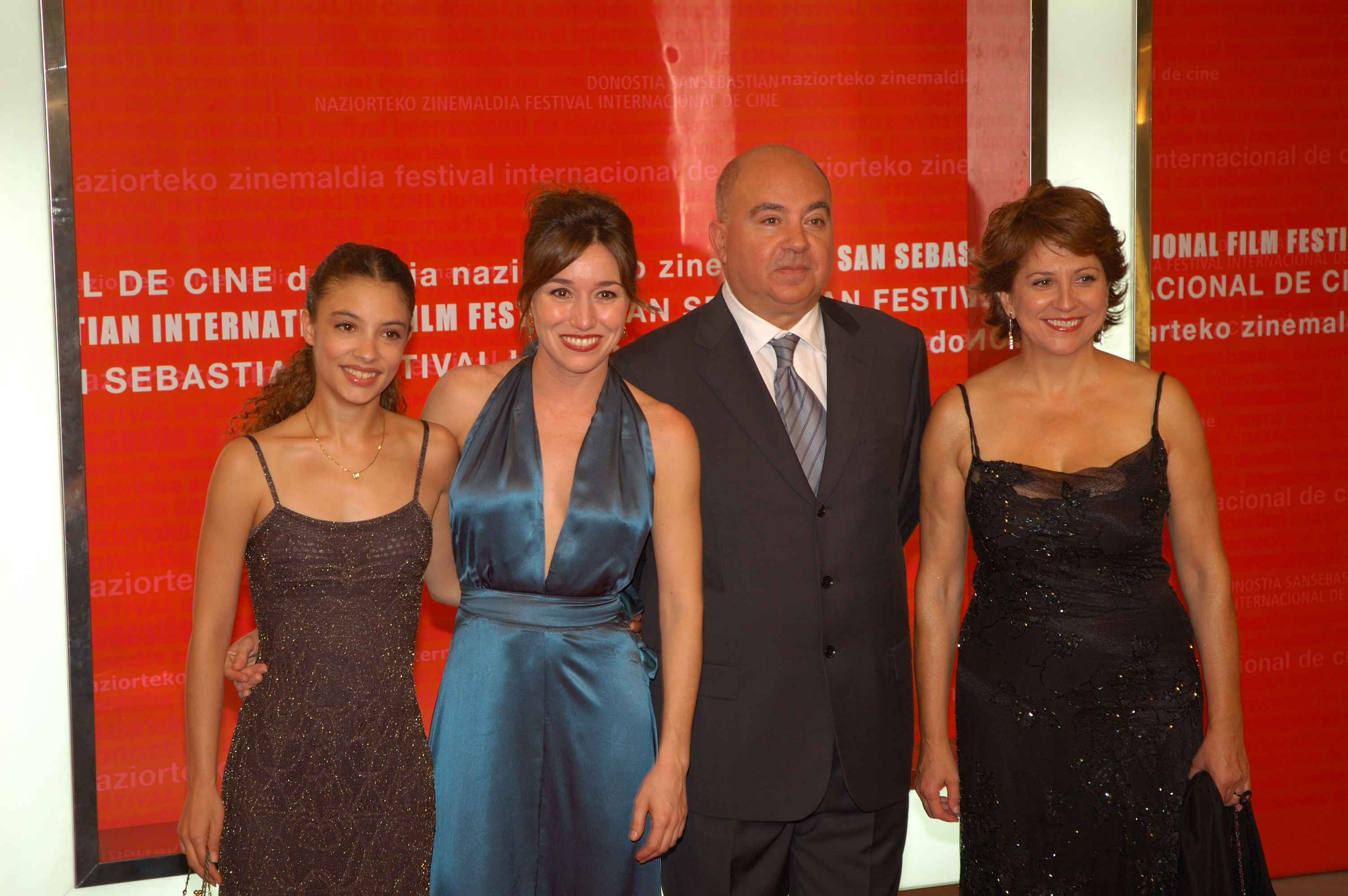
Yohana Cobo, Lola Dueñas, Agustín Almodóvar és Esther García a 2006-os San Sebastián-i Nemzetközi Filmfesztiválon

Goya-díj
| Év   | Kategória                  | Jelölt mű                     | Eredmény | Ref.  |
| ---- | -------------------------- | ----------------------------- | -------- | ----- |
| 2005 | legjobb női főszereplő     | A belső tenger (2004)         | Elnyerte | [ 5 ] |
| 2007 | legjobb női mellékszereplő | Volver (2006)                 | Jelölve  | [ 6 ] |
| 2010 | legjobb női főszereplő     | Élek és szeretek (2009)       | Elnyerte | [ 7 ] |
| 2018 | legjobb női mellékszereplő | Nem tudok búcsút venni (2017) | Jelölve  | [ 8 ] |

Cannes-i fesztivál
| Év   | Kategória                 | Jelölt mű     | Eredmény | Ref.  |
| ---- | ------------------------- | ------------- | -------- | ----- |
| 2006 | legjobb női alakítás díja | Volver (2006) | Elnyerte | [ 9 ] |

## Fordítás
- Ez a szócikk részben vagy egészben  a   Lola Dueñas című angol Wikipédia-szócikk ezen változatának fordításán alapul.  Az eredeti cikk szerkesztőit annak laptörténete sorolja fel. Ez a jelzés csupán a megfogalmazás eredetét és a szerzői jogokat jelzi, nem szolgál a cikkben szereplő információk forrásmegjelöléseként.